# Caltex House
La Caltex House appelée aussi Chevron House est un gratte-ciel de bureaux de 152 mètres de hauteur construit à Singapour en 1993. L'un des architectes qui a construit l'immeuble est Helmut Jahn